# Ивков, Георгий Авенирович
Георгий Авенирович Ивков (16 сентября 1863, Николаев – август 1913) — Контр-адмирал Русского императорского флота, участник Цусимского сражения.

## Биография
Дворянин. Младший из трех сыновей вице-адмирала, участника обороны Севастополя, командира 3-го бастиона Авенира Алексеевича Ивкова.
- 1881 — Окончил морское училище.
- 07.03.1898 — назначен старшим артиллерийским офицером на эскадренный броненосец «Сисой Великий», совершавший переход на Дальний Восток.
- 23.05.1898 — вступил в должность в Порт-Артуре.
- 1902 — Старший офицер эскадренного броненосца «Сисой Великий».
- 05.1905 — Участвовал в Цусимском сражении, получил контузию, был взят в плен.
- 12.1905 — Освобождён из плена
- Флагманский интендант штаба начальника морских сил ЧФ.
- 1912 — Вышел в отставку в чине капитана 1-го ранга.
- 08.1913 — умер от прогрессивного паралича. похоронен на Кронштадтском военном кладбище.

## Семья
- Первый брак:
  - Жена: Надежда Александровна (род. 16.02.1875), дочь вице-адмирала Александра Васильевича Федотова. Брак расторгнут 16.01.1904 «по причине нарушения им, Георгием Ивковым, святости брака, прелюбодеянием».
  - Дети:
    - Владимир (род. 14.02.1897, Кронштадт).
    - Вера (род. 16.08.1898, Владивосток).
- Второй брак:
  - Жена: Вера Константиновна Баландина (1884–28.09.1932, Ницца).
  - Сын: Алексей (10.05.1912, Санкт-Петербург, — 17.04.1982, Ницца)